# Leichtathletik-Weltmeisterschaften 2013/Teilnehmer (Neuseeland)
| Gelbes Symbol für Goldmedaillen mit stilisierten Olympischen Ringen | Graues Symbol für Silbermedaillen mit stilisierten Olympischen Ringen | Braundes Symbol für Bronzemedaillen mit stilisierten Olympischen Ringen |
| ------------------------------------------------------------------- | --------------------------------------------------------------------- | ----------------------------------------------------------------------- |
| 1                                                                   | —                                                                     | —                                                                       |

Der Leichtathletik-Verband Neuseelands stellte bei den Leichtathletik-Weltmeisterschaften 2013 in der russischen Hauptstadt Moskau drei Athletinnen und sechs Athleten.

## Ergebnisse

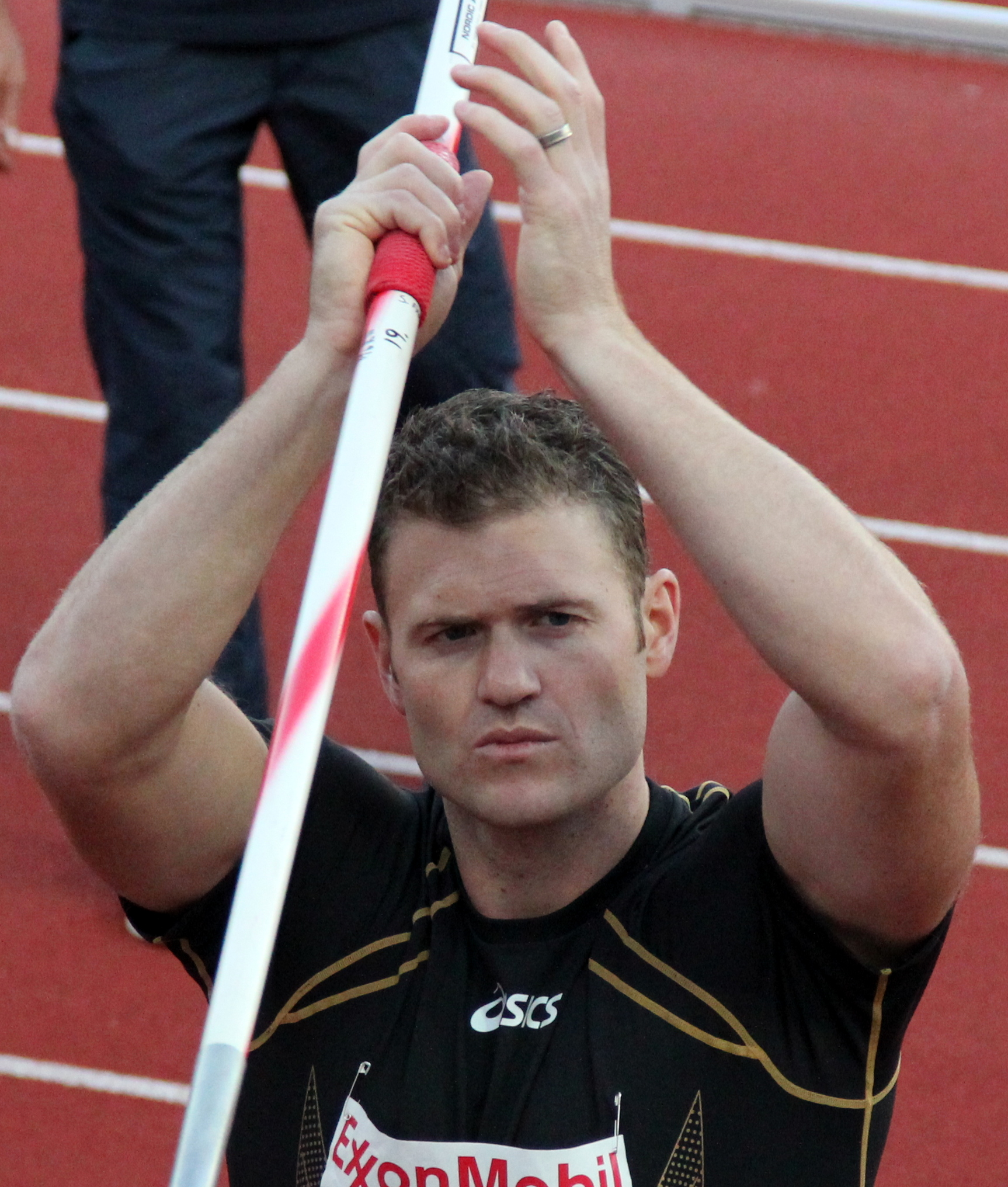
Speerwürfer Stuart Farquhar

### Männer

#### Laufdisziplinen
| Nick Willis    | 1500 m      | 3:39,83 min  | 23 | 3:43,80 min | 18 | nicht qualifiziert | nicht qualifiziert |     |     |
| Jake Robertson | 5000 m      | 14:09,50 min | 28 |             |    | nicht qualifiziert | nicht qualifiziert |     |     |
| Zane Robertson | 5000 m      | 13:27,89 min | 15 |             |    | 13:46,55 min       | 14                 |     |     |
| Jake Robertson | 10.000 m    |              |    |             |    | DNF                | DNF                | DNF | DNF |
| Quentin Rew    | 50 km Gehen |              |    |             |    | 3:50:27 h PB       | 17                 |     |     |

#### Sprung/Wurf
| Athlet          | Disziplin | Qualifikation | Qualifikation | Finale  | Finale |
| Athlet          | Disziplin | Weite         | Platz         | Weite   | Platz  |
| --------------- | --------- | ------------- | ------------- | ------- | ------ |
| Stuart Farquhar | Speerwurf | 80,73 m       | 10            | 79,24 m | 10     |

#### Zehnkampf
| Athlet        | Disziplin | 100 m      | Weit- sprung | Kugel- stoßen | Hoch- sprung | 400 m      | 110 m Hürden | Diskus- wurf | Stabhoch- sprung | Speer- wurf | 1500 m         | Punkte  | Platz |
| ------------- | --------- | ---------- | ------------ | ------------- | ------------ | ---------- | ------------ | ------------ | ---------------- | ----------- | -------------- | ------- | ----- |
| Brent Newdick | Ergebnis  | 11,14 s SB | 7,28 m SB    | 13,84 m SB    | 2,02 m SB    | 50,25 s SB | 15,19 s SB   | 42,49 m      | 4,50 m           | 57,30 m     | 4:38,54 min SB | 7744 SB | 23    |
| Brent Newdick | Punkte    | 830        | 881          | 719           | 822          | 803        | 827          | 715          | 760              | 697         | 690            | 7744 SB | 23    |

### Frauen

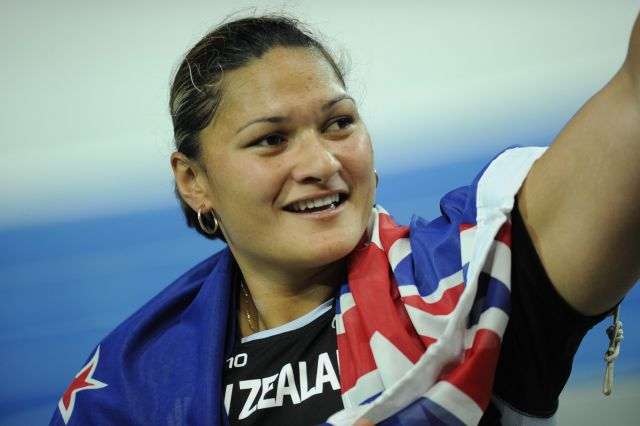
Kugelstoßerin Valerie Adams

#### Laufdisziplinen
| Athletin    | Disziplin | Vorlauf     | Vorlauf | Halbfinale         | Halbfinale         | Finale             | Finale             |
| Athletin    | Disziplin | Zeit        | Platz   | Zeit               | Platz              | Zeit               | Platz              |
| ----------- | --------- | ----------- | ------- | ------------------ | ------------------ | ------------------ | ------------------ |
| Angela Smit | 800 m     | 2:00,60 min | 16      | nicht qualifiziert | nicht qualifiziert | nicht qualifiziert | nicht qualifiziert |
| Mary Davies | Marathon  |             |         |                    |                    | 2:51:24 h SB       | 37                 |

#### Sprung/Wurf
| Athletin      | Disziplin   | Qualifikation | Qualifikation | Finale  | Finale |
| Athletin      | Disziplin   | Weite         | Platz         | Weite   | Platz  |
| ------------- | ----------- | ------------- | ------------- | ------- | ------ |
| Valerie Adams | Kugelstoßen | 19,89 m       | 1             | 20,88 m | Gold   |